# Нетти, Франческо
Франческо Нетти (24 декабря 1832, Сантерамо-ин-Колле — 28 августа 1894, там же) — итальянский художник.

## Биография
Франческо Нетти родился в городке Сантерамо-ин-Колле, в исторической области Апулия на крайнем юге Италии, тогда входившей в состав Королевства Обеих Сицилий. Его отцом был богатый землевладелец Никола Нетти (1798—1899),а матерью — Джузеппина Мария, урождённая Витале (1806—1869). У Нетти было трое братьев и пять сестёр. На доме в Сантерамо-ин-Колле, где родился Нетти, в наши дни установлена мемориальная доска.
Нетти окончил престижный пансион в Неаполе, а затем готовился стать юристом. Однако, несколько лет спустя принял решение профессионально заняться живописью, и поступил в Неаполитанскую академию художеств. Затем он продолжил обучение живописи в Риме (1856-1859) и, не испытывая особой нужды в деньгах, совершил образовательные поездки в старинные города по всей Италии, чтобы ознакомиться с их достопримечательностями. 
С 1866 по 1871 год Нетти жил во Франции. Вернувшись в Италию, он примкнул к художникам-неопомпейцам, создав некоторое количество картин на античный сюжет. В 1884 году, по приглашению богатого аристократа и любителя живописи князя Сириньяно, он совершил путешествие на яхте князя по Востоку (восточному и южному Средиземноморью). Компанию ему, помимо князя, составляли художники Камилло Миола и Эдуардо Дальбоно. Результатом этой поездки стала серия картин художника на восточный сюжет. 
В дальнейшем Нетти проживал в Неаполе. Он написал несколько книг по искусству, публиковал статьи о живописи в нескольких журналах. В 1876 году Нетти стал почётным профессором Неаполитанской академии художеств. Как художник, в этот время он нередко обращается к жанровым сценам. 
В старости художник вернулся в родной Сантерамо, считая местный климат полезным для своего здоровья. Его работы этого периода представляли собой мягкие по манере пейзажи и сцены сельского быта.  
Сегодня работы Нетти хранятся во многих итальянских музеях, в особенности в Неаполе (музей Неаполитанской академии художеств, музей Каподимонте). Также коллекцией произведений художника располагает музей в ратуше его родного города Сантерамо.

## Галерея

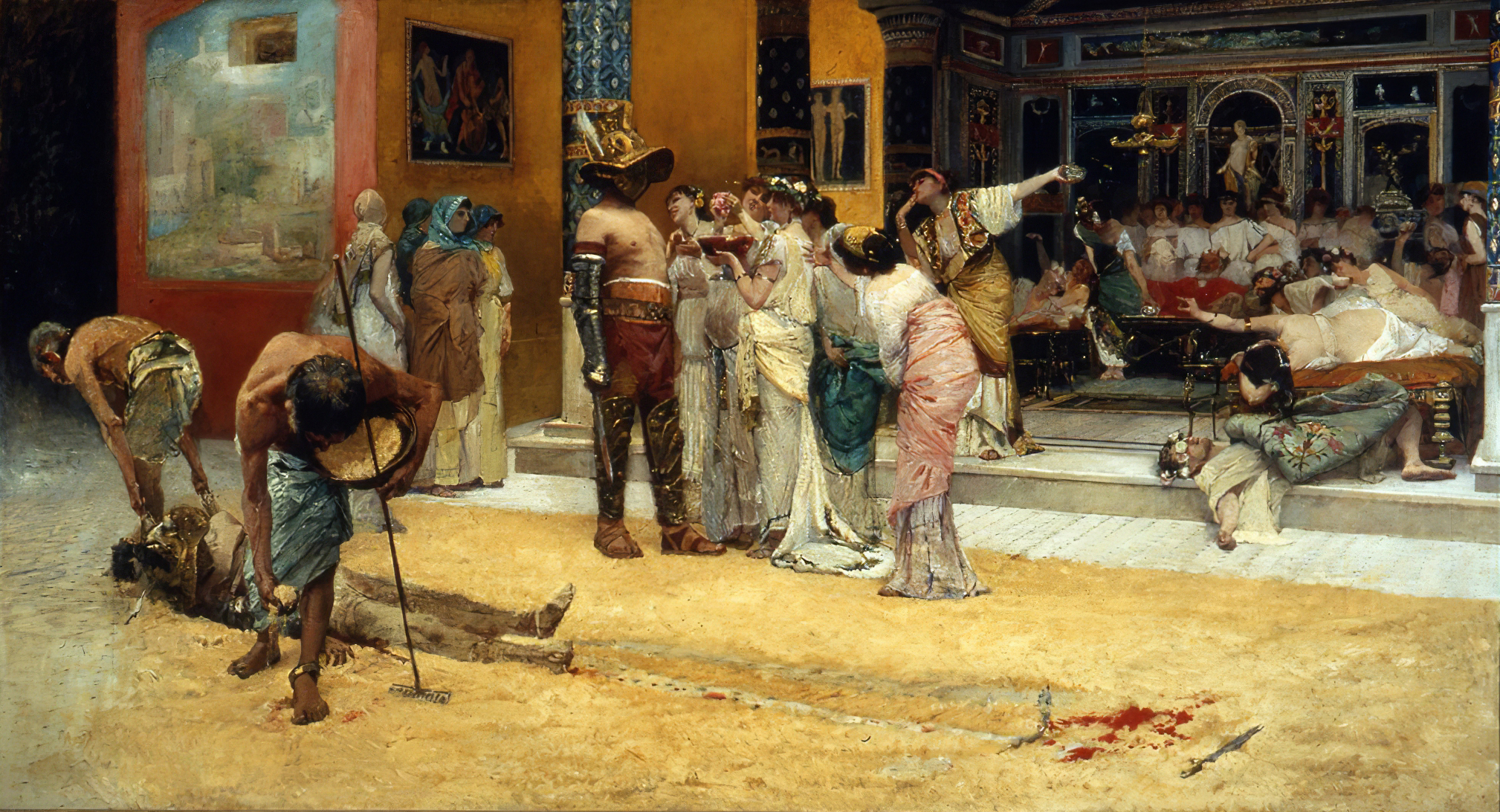
Гладиаторский бой во время пира в Помпеях, 1880.
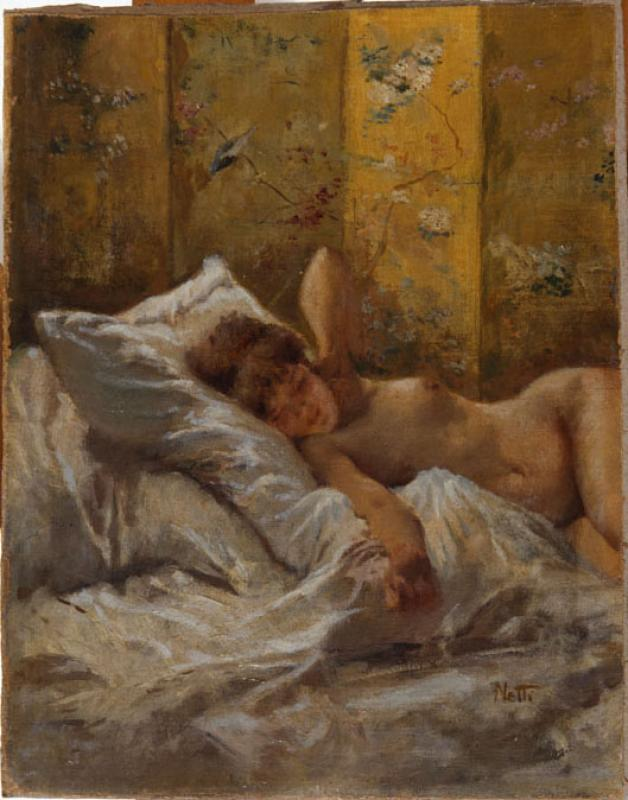
Обнажённая на кровати. Художественный музей Бари.
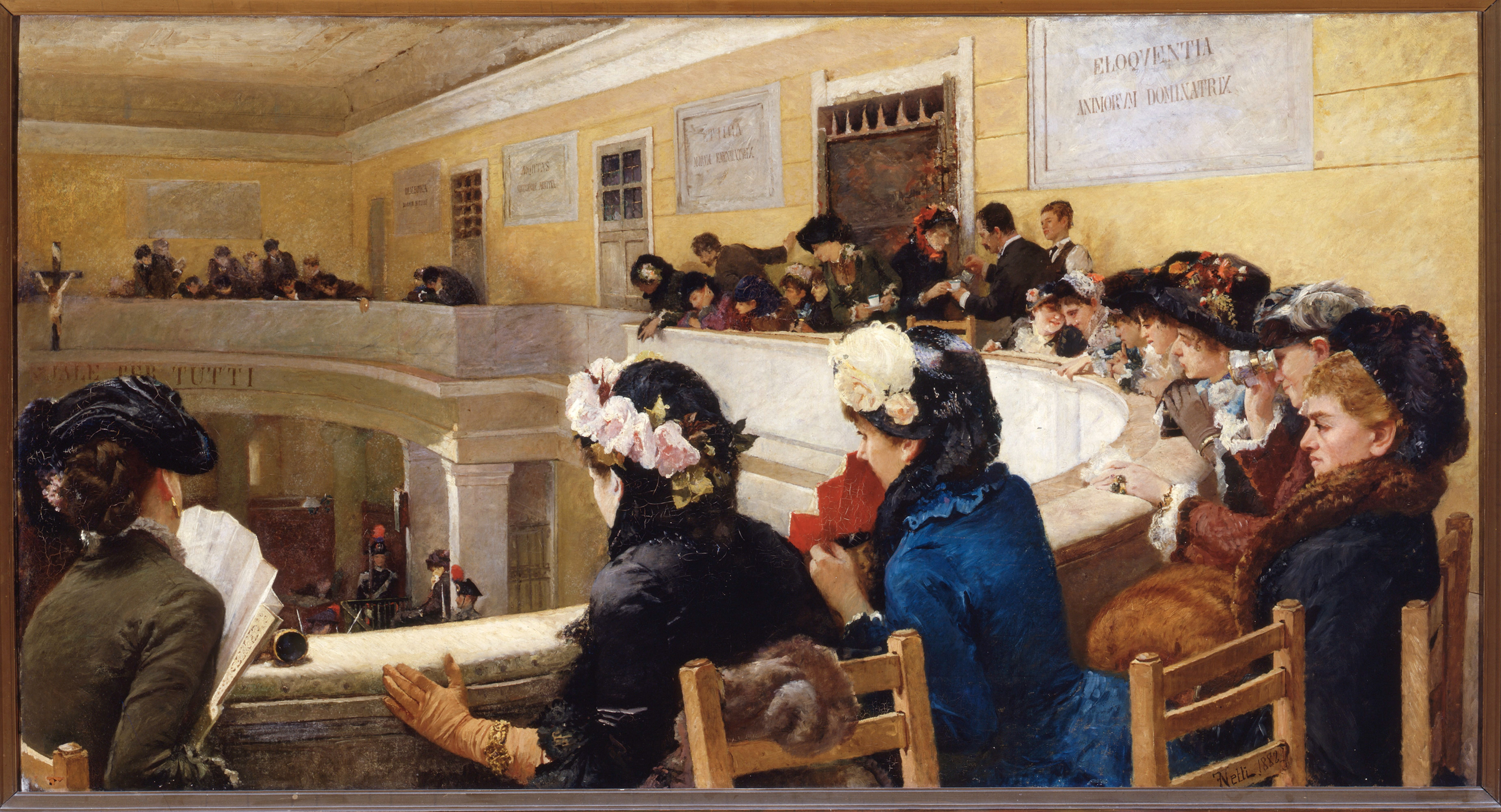
Зрительницы в суде присяжных, 1882.

## Избранные сочинения Нетти
- Scritti varii, Trani, 1895.
- Critica d'arte, Bari, Editore Laterza, 1938.
- Scritti critici, Roma, De Luca Editore, 1980.